# بارني ميلر
بارني ميلر (بالإنجليزية: Barney Miller)‏ هو مسلسل كوميديا الموقف تم إنتاجه في الولايات المتحدة. بدأ عرضه في سنة 1975 على هيئة الإذاعة الأمريكية. بلغ عدد مواسم المسلسل 8 مواسم، بلغ عدد حلقاته 170 حلقة، وتبلغ مدة الحلقة الواحدة 25 دقيقة. المسلسل من تأليف داني أرنولد، تم بث المسلسل لأول مرة بتاريخ 23 يناير 1975 بينما تم بث آخر حلقة منه بتاريخ 20 مايو 1982. من بطولة أيب فيغودا، رون غلاس ورون كاري. فاز المسلسل بعدة جوائز.

## الجوائز
- جائزة إيمي لأفضل مسلسل كوميدي
- جائزة غولدن غلوب لأفضل مسلسل موسيقي أو كوميدي
- جائزة بيبودي

## روابط خارجية
- بارني ميلر على موقع IMDb (الإنجليزية)
- بارني ميلر على موقع ميتاكريتيك (الإنجليزية)
- بارني ميلر على موقع روتن توميتوز (الإنجليزية)
- بارني ميلر على موقع كينوبويسك (الروسية)
- بارني ميلر على موقع ألو سيني (الفرنسية)
- بارني ميلر على موقع قاعدة بيانات الفيلم (الإنجليزية)